# نیکولا لانچینی
نیکولا لانچینی (انگلیسی: Nicola Lancini؛ زادهٔ ۲۹ مارس ۱۹۹۴) بازیکن فوتبال اهل ایتالیا است.
از باشگاه‌هایی که در آن بازی کرده‌است می‌توان به باشگاه فوتبال ونتزیا و باشگاه فوتبال برشا اشاره کرد.
وی همچنین در تیم ملی فوتبال زیر ۱۸ سال ایتالیا بازی کرده‌است.